# بيفل سميرنوف
بيفل سميرنوف (بالروسية: Павел Александрович Смирнов)‏ هو لاعب شطرنج روسي، ولد في 27 أبريل 1982 في ميجدوريتشينسك في روسيا.

## وصلات خارجية
- بيفل سميرنوف على موقع الاتحاد الدولي للشطرنج (الإنجليزية)
- بيفل سميرنوف على موقع مباريات الشطرنج (الإنجليزية)
- بيفل سميرنوف على موقع 365Chess.com (الإنجليزية)
- بيفل سميرنوف على موقع Chesstempo.com (الإنجليزية)